# 江口鸟洲
江口鸟洲，又名江口鸟岛，位于耒水与沙河交汇处狮子岭马口潭前，属湖南省衡阳市衡南县管辖。

## 地理
江口鸟洲由陈家洲、张家洲、龙家洲三个鼎立的河心洲岛及附近水域组成。

## 生态
在江口鸟洲栖息的鸟类有182种，总数超过十万只，包括：
八哥、黄鹂、白鹤、大白鹭、燕雀、鹭、红腹锦鸡、苍鹭、鸳鸯、鸢、红隼、松雀鹰、凤头鹰、白头鹞、领角鹗、鹰鹗、横斑腹、鹭鹗、短耳鹗等、鹌鹑、环矢雉、绿头鸭、花脸鸭、亦麻鸭、竹鸡、董鸡、大山雀、虎皮燕雀、黄腹山雀、灰椋鸟、金腰燕、回声杜鹃、长尾锦雉、白颧、池鹭、鸿雁鸟、北极柳茑、鸬鹚、小鳞焦鹛、脚宾、大白鹭、中白鹭、小白鹭、夜鹭、牛背鹭、赤腹鹰。

### 近年的新发现
- 2016年12月，白琵鹭首次来到江口鸟洲栖息[2]。